# Éléonore-Sophie de Saxe-Weimar
Éléonore Sophie de Saxe-Weimar (22 mars 1660 – 4 février 1687), est une noble allemande, membre de la Maison de Wettin et par mariage duchesse de Saxe-Mersebourg-Lauchstädt.
Née à Weimar, elle est la troisième des cinq enfants nés du mariage de Jean-Ernest II de Saxe-Weimar et de Christine-Élisabeth de Schleswig-Holstein-Sonderbourg-Franzhagen.

## Biographie
À Weimar, le 9 juillet 1684 Éléonore Sophie épouse Philippe de Saxe-Mersebourg-Lauchstadt, troisième fils survivant du duc Christian Ier de Saxe-Mersebourg. Peu de temps après le mariage, il reçoit de la ville de Lauchstädt comme son Apanage, et y fixe sa résidence.
Ils ont deux enfants, qui ne sont pas arrivés à l'âge adulte,,:
1. Christiana Ernestina (Mersebourg, 16 septembre 1685 - Mersebourg, 20 juin 1689).
2. John William, Prince Héréditaire de Saxe-Mersebourg-Lauchstädt (Lauchstädt, 27 janvier 1687 - Mersebourg, 21 juin 1687).

Éléonore Sophie est morte à Lauchstädt âgée de 26 ans, huit jours après la naissance de son fils, probablement de complications liées à l'accouchement. Elle est enterrée dans la Cathédrale de Mersebourg.